# Мэтьюс, Корнелиус
Корнелиус Мэтьюс (англ. Cornelius Mathews; 28 октября 1817, Порт-Честер, Нью-Йорк — 25 марта 1889, Нью-Йорк, Нью-Йорк) — американский писатель и драматург.

## Биография
Родился 28 октября 1817 года в Порт-Честере, штат Нью-Йорк. Родители Абигейла Мэтьюз и Кэтрин Ван Котт.
Окончил Колумбийский колледж Нью-Йоркского университета. Учился в Школе юридических наук, первой профессиональной школе юристов, впоследствии ставшей факультетом Нью-Йоркского университета (1834—1837 годы), затем поступил на юридический факультет и в 1837 году вступил в Нью-Йоркскую коллегию адвокатов. Жил и работал в США.
В тот период американские авторы следовали и подражали английским писателям. Развитие национальных особенностей сдерживалось консерватизмом редактора журнала (англ. the Knickerbocker Magazine) Льюиса Кларка (англ. Lewis Gaylord Clark). Литературный критик Перри Миллер (англ. Perry Miller), отмечал, что образы, созданные К. Мэтьюсом в таких работах, как «Herman Melville» (1850 год), его очень впечатлили, автор привнёс новый стиль в американскую национальную литературу. Поддерживаемая Нью-Йоркской литературной элитой политика сводилась к призыву к международному закону об авторском праве, чтобы обуздать массовые нарушения авторских прав на американскую литературу в Англии. Стилистически Мэтьюз отдавал предпочтение подходу, подчеркивающему космополитический размах и разнообразию американского общества, более смелому и более философскому, чем уютный юмор, связанный с журналом Knickerbocker (хотя Мэтьюз не отказывался появляться на его страницах), но не столь заумный и непонятный. В течение двух лет (1840—1842 гг.) Мэтьюз и Дьюкинк писали и вместе редактировали журнал Young America, Arcturus, издавая также Натаниэля Хоторна, Генри Уодсворта Лонгфелло и Джеймса Рассела Лоуэлла.
Корнелиус Мэтьюс писал для Оксфордского театра. Известен как американский драматург, сочинитель. Наиболее известен как писатель, сыгравший существенную роль в формировании литературоведческой группы «Молодая Америка» (образована в 1830 году). Мэтьюз придумал название движения «Молодая Америка» в речи 1845 года. На протяжении всего периода своей основной литературной деятельности, 1840-х и 1850-х годов, Мэтьюз участвовал и/или помогал редактировать все виды американских периодических изданий, включая New-Yorker, Comic World, New York Dramatic Mirror, American Monthly Magazine, New York Review и New York Reveille. В 1853 году он опубликовал «Панораму Нью-Йорка, написанную пером и чернилами», сборник эссе, зарисовок персонажей и зарисовок пейзажей Нью-Йорка. Хотя он написал несколько сатирических пьес, наиболее успешной его пьесой была «Колдовство» или «Мученики Салема» (1846), более серьезная по тону.
Будучи достаточно признан в Нью-Йорке как редактор, писатель и поэт, Корнелиус Мэтьюс не получил достойной оценки своих пьес при жизни. В результате только позднее, после смерти, пришло признание.

## Новеллы
- The Motley Book (1838)
- Behemoth: A Legend of the Mound-Builders (1839)
- The Career of Puffer Hopkins (1842)
- Big Abel and the Little Manhattan (1845)
- Moneypenny: or, The Heart of the World (1849)
- Chanticleer: A Thanksgiving Story of the Peabody Family (1850)

## Поэмы
- Wakondah: The Master of Life (1841)
- Poems on Man in His Various Aspects Under the American Republic (1843)
- The Indian Fairy Book (1855), reprinted in 1877 under the title The Enchanted Moccasins

## Пьесы
- The Politician (1840)
- Witchcraft, or the Martyrs of Salem (1846)
- Jacob Leisler (1848)
- False Pretences; or, Both Sides of Good Society (1855)